# 篠原正記
篠原 正記（、1927年〈昭和2年〉1月1日 - 2018年〈平成30年〉11月1日）は、日本の元俳優。本名同じ。

## 来歴・人物
エキストラとして『七人の侍』（1954年）の百姓役や『ゴジラ』（1954年）の船員と新聞記者役など東宝作品への出演を経て、1957年に東宝に入社し専属俳優となる。
ジャンルを問わず数多くの映画に出演しており、ひとつの作品で二役、三役を演じていることもある。数ある出演作の中では『怪獣大戦争』（1965年）でスーツアクターを務めたラドン役が有名だが、これは篠原が自ら志願し、先輩俳優の手塚勝巳の口利きで実現したものである。中島春雄によれば、篠原は手塚の自宅で書生を務めていたという。中島は、エキストラの印象が強かったため篠原が起用されたことは意外であったが、ぬいぐるみ俳優としては素人ながらもよくやっていたと述懐している。
1971年の専属俳優一斉解雇の際に俳優を引退し、個人タクシー経営を経て引退。中島は、2010年の時点で篠原が東宝の同友会に元気な姿を見せていることを証言していた。2018年11月1日死去。

## 主な出演作品

### 映画
- 七人の侍（1954年）：百姓[注釈 1]
- さらばラバウル（1954年）：整備兵
- ゴジラシリーズ
  - ゴジラ（1954年）：栄光丸の船員[8][9]（上半身裸の男）、しきねの新聞記者[8][9]
  - ゴジラの逆襲（1955年）：大阪海上警察官[5][3]、対策本部員[9]
  - キングコング対ゴジラ（1962年）：ファロ島民[1][2][5]
  - モスラ対ゴジラ（1964年）：インファント島民[4][9]、毎朝新聞記者[9]、警察幹部[9]
  - 三大怪獣 地球最大の決戦（1964年）：上野公園の野次馬[要出典]
  - 怪獣大戦争（1965年）：ラドン[1][2][3][4][8]、湖畔の野次馬 [2役][要出典]
  - ゴジラ・エビラ・モスラ 南海の大決闘（1966年）：インファント島の原住民[9]
  - 怪獣総進撃（1968年）：国連科学委員会技師[要出典]、統合防衛司令部の将校[10]
  - ゴジラ・ミニラ・ガバラ オール怪獣大進撃（1969年）：警官[要出典]
  - ゴジラ対ヘドラ（1971年）：麻雀の客[11][3][9]、自衛隊下士官[3][9]
- 透明人間（1954年） - 銀座の野次馬[要出典]
- 地球防衛軍（1957年）：警備の警官[要出典]
- 無法松の一生（1958年）：人足
- 裸の大将（1958年）：駅の男、闇市の男
- 変身人間シリーズ
  - 美女と液体人間（1958年）：クラブ「ホムラ」の客、クラブ「ホムラ」の警官 [2役][要出典]
  - 電送人間（1960年）：トラックの運転手[要出典]
- 大怪獣バラン（1958年）：村人[要出典]、漁夫C[3][12]
- 隠し砦の三悪人（1958年）：山名の足軽
- 独立愚連隊（1959年）：馬賊の一味
- 戦国群盗伝 (1959年)
- 日本誕生（1959年）：大和国の民、討手の兵 [2役][要出典]
- ハワイ・ミッドウェイ大海空戦 太平洋の嵐（1960年）：飛龍の士官[要出典]
- モスラ（1961年）：核センター職員[要出典]
- 紅の海（1961年）
- 世界大戦争（1961年）：東京防衛司令部計算員[8]
- クレージー映画
  - ニッポン無責任時代（1962年）：バーの客
  - 日本一のホラ吹き男（1964年）：土木作業員
  - ホラ吹き太閤記（1964年）：厩の番人[注釈 1]
  - クレージーの殴り込み清水港（1970年）：岡っ引き
- 天国と地獄（1963年）：目撃証言をする百姓
- 戦国野郎（1963年）：馬借
- 青島要塞爆撃命令（1963年）
- マタンゴ（1963年）：マタンゴ[3][13]
- 海底軍艦（1963年）：貨物船の船員[1][4][8]、三原山の登山客[要出典]
- ああ爆弾（1964年）：銀行員[注釈 1]
- 君も出世ができる（1964年）：東和観光社員、サラリーマン
- 宇宙大怪獣ドゴラ（1964年）：刑事[2]
- 太平洋奇跡の作戦 キスカ（1965年）：キスカ島の兵士[要出典]
- 血と砂（1965年）：兵士
- クレージー作戦シリーズ
  - 大冒険（1965年）：週刊トップの記者、刑事、クラブ「サハラ」のボーイ、観光客、ナチス偽札偽造団員[要出典]
  - クレージーだよ奇想天外（1966年）：大聖グループ重役、磯村の支持者
  - クレージーだよ天下無敵（1967年）：ヒットショーのディレクター
  - クレージー黄金作戦（1967年）：カメラマン、空港の見送り
  - クレージーの怪盗ジバコ（1967年）：W.C.W.C.の一味、彦根検問所の警官
  - クレージーの大爆発（1969年）：工事作業員
- 続・社長忍法帖（1965年）：火災対策本部員
- 100発100中（1965年）：ルボワの部下
- 奇巌城の冒険（1966年）：敦煌の民、ペシルの武官 [注釈 1]
- ゼロ・ファイター 大空戦（1966年）：監視所の兵[2]
- フランケンシュタインの怪獣 サンダ対ガイラ（1966年）：旅客機機長[要出典]
- キングコングの逆襲（1967年）：輸送船船員（ドクター・フーの手下）[要出典]
- 東宝8.15シリーズ
  - 日本のいちばん長い日（1967年）：宮内省を荒らす反乱兵[注釈 1]
  - 連合艦隊司令長官 山本五十六（1968年）：漁村の男[14]、飛龍の見張員、陸軍将校[要出典]
  - 日本海大海戦（1969年）：電柱の号外を見る男、常陸丸を見送る住民[要出典]、宮古島の住民[3]、三笠の乗員[3][注釈 2]
  - 激動の昭和史 軍閥（1970年）：毎日新聞社の記者、艦隊参謀、召集された市民
- 乱れ雲（1967年）：営業所員
- 100発100中 黄金の眼（1968年）：ベイルートの男
- 斬る（1968年）：浪人
- 空想天国（1968年）：刑事
- 緯度0大作戦（1969年）：黒鮫号乗組員[要出典]
- ゲゾラ・ガニメ・カメーバ 決戦!南海の大怪獣（1970年）：セルジオ島島民[2]

### テレビ
- ウルトラQ（1966年）
  - 第3話「宇宙からの贈りもの」：大蔵島自警団[注釈 1]
  - 第8話「甘い蜜の恐怖」：万作
  - 第16話「ガラモンの逆襲」：牛山の同僚[注釈 1]
- 桃太郎侍 第3話「秘めたる過去」（1967年）